# Bradycinetulus
Bradycinetulus es un género de coleóptero de la familia Geotrupidae.

## Especies
Las especies de este género son:
- Bradycinetulus ferrugineus
- Bradycinetulus fossatus
- Bradycinetulus rex